# Ulf Erik Hagberg
Ulf Erik Hagberg, född i Borås 30 september 1932, död 2012, var en svensk arkeolog och museiman.
Efter studier vid Uppsala universitet arbetade Hagberg vid Riksantikvarieämbetet, dels i Stockholm, dels på dess Ölandskontor. På Öland ledde han utgrävningarna av offerplatsen i Skedemosse i början av 1960-talet. Här fann man stora mängder offrade vapen och djurkroppar, samt den så kallade Skedemosseskatten, en stor guldskatt. Hagberg disputerade 1968 på avhandlingen Skedemosse: studier i ett öländskt offerfynd från järnåldern.
Åren 1977–88 var Hagberg landsantikvarie och chef för Västergötlands museum i Skara. Under hans tid där fann man de spektakulära Fröslundasköldarna. Från 1988 till pensioneringen 1997 var Hagberg chef för Statens Historiska Museum. Under denna tid anlade man museets guldrum, där bland annat skatten från Skedemosse visas tillsammans med andra svenska fynd av ädelmetall. Efter sin pensionering arbetade Hagberg i två år som sekreterare i Kungliga Vitterhetsakademien. Han ledde även utgrävningar i den av Akademien ägda fornborgen Gråborg på Öland.
Hagberg tilldelades Gösta Berg-medaljen 1998. Han var ledamot av Kungl. Gustav Adolfs Akademien och Kungl. Vitterhets Historie och Antikvitets Akademien